# Krzczonów (Łódź)
Pour les articles homonymes, voir Krzczonów.
Krzczonów (prononciation [ˈkʂt͡ʂɔnuf]) est un village de la gmina de Drzewica, du powiat d'Opoczno, dans la voïvodie de Łódź, situé dans le centre de la Pologne.
Il se situe à environ 7 kilomètres au sud-ouest de Drzewica (siège de la gmina), 10 kilomètres à l'est d'Opoczno (siège du powiat) et 79 kilomètres au sud-est de Łódź (capitale de la voïvodie).
Sa population s'élevait à 578 habitants en 2003.

## Administration
De 1975 à 1998, le village était attaché administrativement à l'ancienne voïvodie de Radom.

Depuis 1999, il fait partie de la nouvelle voïvodie de Łódź.